# 羅摞鄉 (巴孔寺縣)
|                      |  |  |
| 羅摞鄉的放牛人與遺跡 |  |  |

羅摞鄉（高棉語：ឃុំរលួស 拼音：Rɔluəh；轉寫：rluas）是柬埔寨暹粒省東部巴孔寺縣的一個鄉。“羅洛士遺跡群”（英語：Roluos group）是歐美掘古者對位於該鄉的眞臘時期遺址群的統稱。

## 位置
暹粒市東側，和暹粒北郊的吳哥古都比距暹粒更遠。

## 區劃
下轄如下幾個村（phuumiʾ）：
- Mɔmiəñ村（ភូមិមមាញ bʰūmimmāñ）
- Kooksrok村（ភូមិគោកស្រុក bʰūmigoks̥ruk）
- Kɑñcɔɔ村（ភូមិកញ្ជរ bʰūmikñ̥jr）
- 東羅摞村（ភូមិរលួសខាងកើត bʰūmirluaskʰāṅkoet）
- Cɑmbɑk村（ភូមិចំបក់ bʰūmicṃpk´）
- Dountiəw村（ភូមិដូនទាវ bʰūmiṭūndāv）
- 西羅摞村（ភូមិរលួសខាងលិច bʰūmirluaskʰāṅlic）

## 遺址

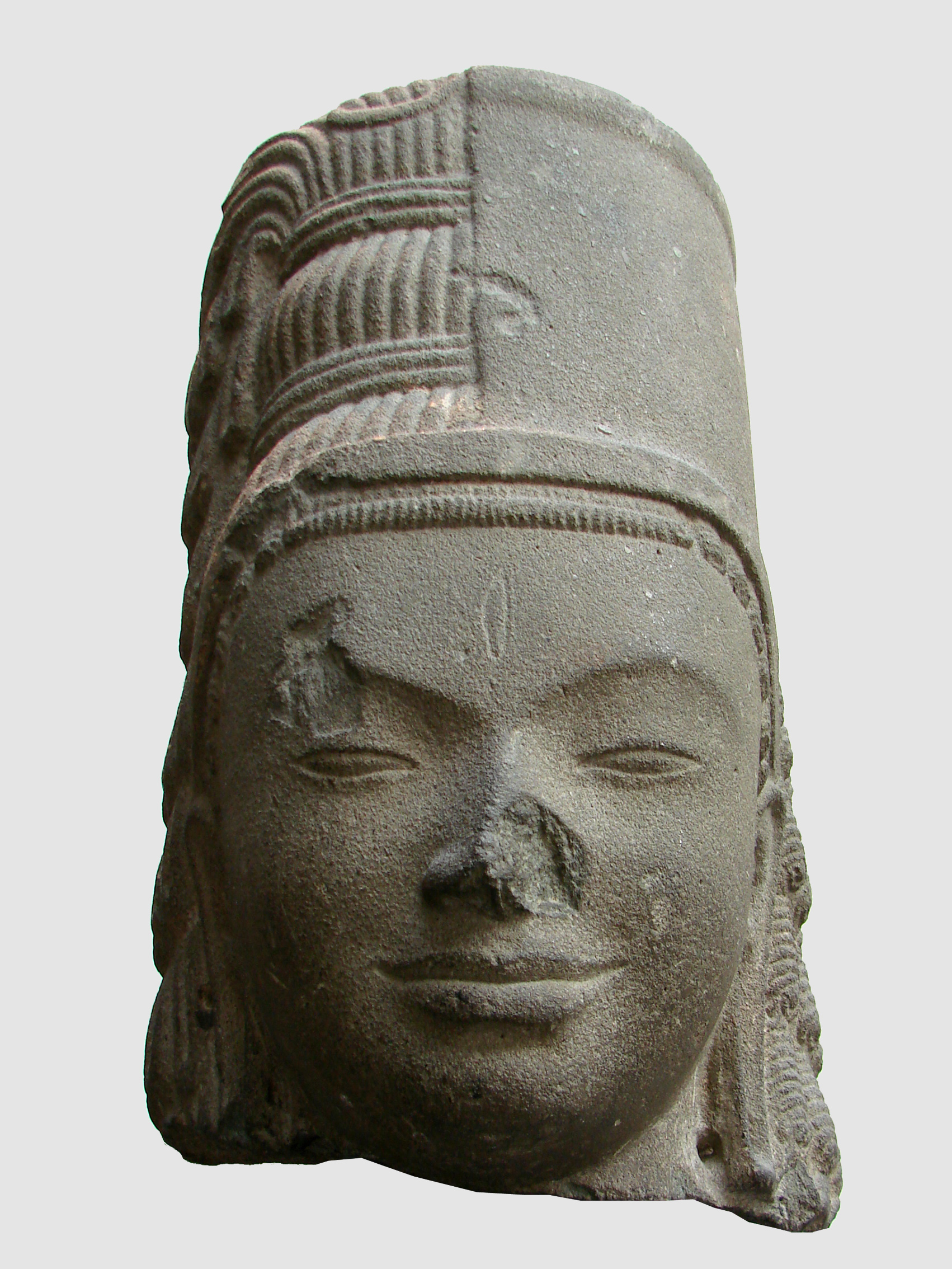
從诃利诃罗阿赖耶古都掘出的诃利诃罗兩位一體神像，現流落於巴黎吉美博物館。

羅摞鄉的遺址屬於诃利诃罗阿赖耶古都（高棉字母梵文：ហរិហរាល័យ ；現代高棉語讀音：Hɑɑrihɑɑriəle），年代要早於吳哥的遺址。
- 巴孔寺
- លលៃ殿
- ព្រះគោ殿

| 前任者： 伊奢那城 | 柬埔寨首都 802 - 9世紀晚期 | 繼任者： 耶惟檀城（吳哥） |